# 鳳八千代
鳳 八千代（おおとり やちよ、1933年4月21日 - ）は、日本の女優。東京都出身。宝塚歌劇団出身（1950年入団、1958年退団）。宝塚歌劇団37期生。旧芸名は鳳八千世。妹は女優の朝風みどり。

## 来歴
1950年に埼玉県立越ヶ谷高等学校を中退して宝塚歌劇団に入団。宝塚入団時の成績は43人中5位。配属組は最初月組で、その後、花組である。宝塚歌劇団在団中は主演娘役として活躍し、1955年の花組の舞台『キスメット』（相手役のトップスターは春日野八千代）はカラーフィルムが現存する。1958年3月31日をもって、宝塚を退団。最終出演公演の演目は花組公演『赤と黒』である。
宝塚退団後は松竹に入社し映画に出演。その後、吉田史子事務所、劇団欅、劇団昴に所属し、新劇の舞台でも活躍した。テレビドラマへの出演も多数ある。
現代演劇協会の理事長である福田恆存は、イプセン生誕150周年に当たる1978年に『ヘッダ・ガーブラー』を上演の後、鳳の評価を次のように述べている。
2014年、古巣・宝塚歌劇団100周年記念で創設された『宝塚歌劇の殿堂』最初の100人のひとりとして殿堂入り。

## エピソード
映画『蝶々夫人』ではイタリアでの撮影のため、1954年10月2日、鳳と東郷晴子、伊吹友木子、淀かほる、梓真弓、筑紫まり、朝日奈世志子ら当時の宝塚歌劇団生徒約30名が羽田空港からイタリアへ出発。ローマで先にイタリア入りしていた八千草薫（蝶々さん役）、寿美花代と合流している。鳳ら生徒一行がローマ空港に到着した模様や映画撮影中の模様を伝えるニュースフィルム（モノクロ）が現存する。そして、全撮影を終え、同年11月12日午後10時、羽田空港着のエールフランス機で鳳ら一団は約40日ぶりに帰国した。当時はまだ海外渡航自由化の遥か前で、大変貴重なヨーロッパ行きとなった。映画制作費は当時の約2億円。

## 出演作品

### 舞台
宝塚歌劇団時代
- 黄金の河（花組、1954年7月1日 - 7月30日、宝塚大劇場）
- 君の名は（ワルシャワの恋の物語）（星組、1954年12月1日 - 12月27日、宝塚大劇場）
- キスメット－運命－（花組、1955年8月2日 - 8月30日、宝塚大劇場）
- 天使と山賊（花組、1956年11月1日 - 11月29日、宝塚大劇場）
- メリー・ウイドウ（花組、1957年1月1日 - 1月29日、宝塚大劇場）
- 船遊女（月組、1957年6月1日 - 6月30日、宝塚大劇場）

宝塚歌劇団退団後
- 億万長者夫人
- ヘッダガブラー
- 時折りヴァイオリンが
- 愛をこめてあなたを憎む
- 誰か一人があなたの子
- 雲をたがやす男
- 嫁も姑も皆幽霊
- 美空ひばり特別公演「水仙の詩」
- 浅草交響曲（1969年、帝国劇場）
- 古都清乃特別記念公演（2010年9月3日 - 9月5日、博品館劇場）

### 映画
- 鞍馬天狗　疾風八百八町（1954年）
- 右門捕物帖　まぼろし変化（1954年）
- 旗本やくざ（1955年）
- 蝶々夫人 Madama Butterfly （監督：カルミネ・ガローネ（Carmine Gallone）。リッツォーリ・フィルム、ガローネ・プロ、東宝によるイタリア&日本合作映画。プッチーニ原作の世界的に有名な同名オペラをそのまま映画のセットで表現した忠実な映画化。撮影は全てローマのチネチッタ（Cinecittà）で行われ、鳳も渡伊した。1955年）
- 女の学校（1955年）
- 新諸国物語　オテナの塔　前篇（1955年）
- 新諸国物語　オテナの塔　後篇（1955年）
- 眼の壁（1958年）　-　DVD発売。松本清張原作
- 妻恋道中（1958年）
- 愛の濃淡（1959年）
- がんばり娘（1959年）
- 月見草（1959年）
- わかれ（1959年）
- 手さぐりの青春（1959年）
- 激闘 （1959年）
- 正々堂々（1959年）
- 乾いた湖（1960年）
- 恋の片道切符（1960年）
- 野火を斬る兄弟（1960年）
- 緋ぼたん浪人（1960年）
- 予科練物語　紺碧の空遠く（1960年）
- 晴小袖（1961年）
- 快人黄色い手袋（1961年）
- 豪快千両槍（1961年）
- 恋の画集（1961年）
- 霧と影（1961年）
- 女系家族 （1963年）　-　次女・千寿　DVD発売
- 八州遊侠伝 男の盃（1963年）
- 雲切獄門帖（1963年）
- 関の弥太っぺ（1963年）
- 愛は惜しみなく（1968年）
- 男じゃないか　闘志満々（1973年）
- 神田川（1974年）
- 樺太1945年夏 氷雪の門（1974年）　-　DVD発売
- 北の宿から（1976年）
- 走れジュリー（1989年）

### テレビドラマ
- 石の庭（1957年、NHK。映像が現存する）
- 生活の河（1961年、NHK。映像が現存する）
- 歌行燈
- 或る女
- 杏っ子
- 梟の城（1960年）
- ゼロの焦点（1961年、CX）
- 地獄変（1962年）
- こんばんは21世紀（1964年、東京12チャンネル）
- 大河ドラマ（NHK）
  - 赤穂浪士（1964年）　
  - 源義経（1966年） - 建礼門院徳子
  - 樅ノ木は残った（1970年） - 塩沢たつ
- 燃える（1967年）
- 三匹の侍 第4シリーズ 第20話「京十郎祭り囃子」（1967年、CX） - お稲
- 男は度胸（1970年）
- 燃えよ剣　第1話「新選組 前夜」（1970年、NET) - お信
- 銭形平次 第215話「喪服の似合う女」（1970年）
- 人形佐七捕物帳 第10話「怪談・変幻地獄」（1971年6月12日、NET） - お艶さま
- 大岡越前（TBS / C.A.L）
  - 第3部 第19話「私は泣かない」（1972年10月23日） - お静
  - 第7部 第12話「鬼を泣かせた娘」（1983年7月11日） - おたか
  - 第8部 第4話「万病治した娘の真心」（1984年8月6日） - おせい
- ライオン奥様劇場 　裁きの家（1973年、CX/ NMC） - 小田島滝江
- 花王愛の劇場　五番町夕霧楼（1974年、TBS/ 東宝）
- 純愛山河　愛と誠（1974年）
- 遠山の金さん 杉良太郎版 （NET/東映）
  - 第10話「仏の正体をあばけ‼」（1975年）- お仙
  - 第56話「可愛い女」（1976年）- おせん
- 水もれ甲介（1975年、NTV/ ユニオン映画）第21話「おふくろ二人！」（1975年3月2日）- 中沢美代子
- あんたがたどこさ（1975年）
- 伝七捕物帳 第145話「下町情話板前仁義」（1977年、NTV）- お勢
- 達磨大助事件帳 第29話「泣くな妹よ」（1978年、テレビ朝日） - おとせ
- 体験時代（1979年、12ch）- 加代
- 銀河テレビ小説 （NHK）
  - 現代夫婦考（1981年）- 山崎静江
- 影の軍団II 第6話「魔界に消えた女」（1981年、KTV / 東映）- 山野辺
- 御宿かわせみ 第21話「お役者松」（1981年、NHK）
- 水戸黄門（TBS / C.A.L）
  - 第12部 第19話「初春姫君替え玉騒動 -姫路-」（1982年1月4日） - 松橋
  - 第18部 第28話「印籠盗んだ女掏摸 -清水-」（1989年3月27日） - およね
  - 第21部 第30話「帰らぬ夫は凶状持ち -行田-」（1992年10月26日） - まつ
  - 第22部
    - 第15話「牢屋に入った黄門様 -広島-」（1993年8月23日） - おさい
    - 第17話「正義で織った大島紬 -鹿児島-」（1993年9月6日） - 綾乃

  - 第25部 第3話「縁切寺の縁結び -鎌倉-」（1997年1月6日） - おかや
- 新五捕物帳 第169話「鬼女の舞」（1982年、NTV）- お時
- 秘密（1982年）
- 大奥
  - 第24話「わんわん行進曲」（1983年）-　御年寄・伊吹
  - 第50話「動乱に挑む女」（1984年）-　霧島
- 残照の中から（1983年4月3日、NHK）
- 年下のひと（1983年）
- 夢追い旅行（1984年）
- 天璋院篤姫（1985年、テレビ朝日） - 観行院
- 嫁姑・陣取り合戦（1985年）
- あなただったら?（1986年）
- 火曜サスペンス劇場「浅見光彦ミステリー5・越後路殺人事件」（1989年1月17日放送、NTV系 / 近代映画協会）
- いとしの婿どの（1989年）
- ごめんねコーちゃん（1990年）
- 鬼平犯科帳 第2シリーズ 第1話「殿さま栄五郎」（1990年、CX） - おりき
- 金曜ドラマシアター「実録犯罪史シリーズ・昭和の説教強盗 命はとらぬ金を出せ!」（1991年、CX）
- 細うで繁盛記1・2（1994年、1995年）
- 真夏の薔薇（1996年）
- いのちの器（1998年）
- 風の行方（1999年）
- レッド（2001年）
- 愛と青春の宝塚（2002年）
- おかみさんドスコイ!!（2002年）

### 吹き替え

#### 洋画
- 愛と喝采の日々（アン・バンクロフト）※TBS版
- アボンリーへの道（ヘティ・キング）
- アフリカの女王（キャサリン・ヘプバーン）※LD版
- エデンの東（ジョー・ヴァン・フリート）
- エマニエル夫人（ジャンヌ・コレティン）※テレビ朝日版（思い出の復刻版BD収録）
- 残虐の掟（リタ・ヘイワース）
- ジュリア（ヴァネッサ・レッドグレイヴ）※LD版
- 天地創造（エヴァ・ガードナー）※TBS版
- ナイル殺人事件 (1978年の映画)（ベティ・デイヴィス）
- ネットワーク（フェイ・ダナウェイ）
- 早霜（英語版）（ジーナ・ローランズ）
- 冬のライオン（キャサリン・ヘプバーン）

#### 海外ドラマ
- 刑事コロンボ 忘れられたスター（グレース・ウィラー：ジャネット・リー）
- 遥かなる西部（リン・レッドグレイヴ）
- 名探偵ポワロ
  - 「海上の悲劇」エリー
  - 「チョコレートの箱」デルラール夫人
  - 「もの言えぬ証人」エミリー

### テレビ番組
- 一枚の写真（フジテレビ）